# Мышковичи (Кричевский район)
Мышковичи (бел. Мышкавічы) — деревня в Кричевском районе Могилёвской области Белоруссии. Входит в состав Молятичского сельсовета.

## География
Деревня находится в северо-восточной части Могилёвской области, в пределах Оршанско-Могилёвской равнины, на правом берегу реки Чёрная Натопа, на расстоянии примерно 12 километров (по прямой) к северо-западу от Кричева, административного центра района. Абсолютная высота — 161 метр над уровнем моря.

## История
Упоминается в 1758 году как деревня Мышкевичи во Мстиславском воеводстве Великого княжества Литовского.
Согласно «Списку населенных мест Могилёвской губернии» 1910 года издания имелось два населённых пункта: Мышковичи большие и Мышковичи малые. Оба входили в состав Мышковичского сельского общества Малятичской волости Чериковского уезда Могилёвской губернии. В обеих деревнях совокупно числилось 38 дворов и проживало 215 человек (101 мужчина и 114 женщин).

## Население
По данным переписи 2009 года, в деревне проживало 19 человек.